# FISA (motorismus)
Mezinárodní federace automobilového sportu (FISA, francouzsky Fédération Internationale du Sport Automobile) byla mezinárodní sportovní řídící orgán pro motoristický sport, který byl mimo jiné zodpovědný za regulaci disciplín Formule 1, rallye a závodů sportovních vozů. Počátky organizace se datují od roku 1922, kdy Mezinárodní automobilová federace (FIA, francouzsky Fédération Internationale de l'Automobile) – založená v roce 1904 za účelem řešení mnoha problémů v počátcích automobilismu, včetně závodů – pověřila organizací automobilových závodů Mezinárodní sportovní komisi (CSI, francouzsky Commission Sportive Internationale), která působila až do roku 1978, kdy ji převzal Jean-Marie Balestre a přejmenoval ji na FISA. Restrukturalizace FIA v roce 1993 vedla k zániku FISA a automobilové závody se vrátily pod přímé řízení FIA.

## Komisaři
| Komisař | Roky ve funkci | Národnost      |
| --- | -------------- | -------------- |
| Mezinárodní sportovní komise (CSI, francouzsky Commission Sportive Internationale)                           |                |                |
| Rene de Knyff                                                                                                | 1922-1946      | Francie        |
| Augustin Perouse                                                                                             | 1946-1961      | Francie        |
| Maurice Baumgartner                                                                                          | 1961-1970      | Švýcarsko      |
| Paul Alfons von Metternich-Winneburg                                                                         | 1970-1976      | Německo        |
| Pierre Ugeux                                                                                                 | 1976-1978      | Belgie         |
| Mezinárodní federace automobilového sportu (FISA, francouzsky Fédération Internationale du Sport Automobile) |                |                |
| Jean-Marie Balestre                                                                                          | 1978-1991      | Francie        |
| Max Mosley                                                                                                   | 1991-1993      | Velká Británie |